# Teodoro File
Teodoro File (in greco Θεόδωρος Φιλῆς?; fl. XIII secolo) era un nobile bizantino e governatore di Tessalonica alla metà del XIII secolo.
Teodoro è il primo membro di rilievo della famiglia File. Fu nominato governatore di Tessalonica dall'imperatore di Nicea Giovanni III Vatatze tra il 1248 e il 1252, alla morte del precedente governatore Andronico Paleologo. Questa carica, apparentemente definita come "pretore", comportava un mandato molto ampio, che comprendeva l'autorità militare, fiscale e giudiziaria sulle terre e le città della Macedonia che erano in mano all'Impero di Nicea.
Durante il suo governatorato, File aveva offeso l'erede designato al trono di Nicea, Teodoro II Lascaris, che ora era diventato suo nemico dichiarato. Quando Teodoro II succedette al trono nel 1254, File e un altro nobile di spicco, Costantino Strategopulo, furono accecati su ordine dell'imperatore per lesa maestà. Gli successe come pretore a Tessalonica lo storico Giorgio Acropolita.
Di conseguenza, File e la sua famiglia divennero sostenitori dell'opposizione aristocratica che supportava Michele Paleologo e, dopo la morte di Teodoro II nel 1258, lo appoggiarono nel suo tentativo di ottenere il controllo dell'impero contro il reggente Giorgio Muzalon. Nel 1259, Michele Paleologo, divenuto nel mentre imperatore, inviò File in missione diplomatica alla corte epirota di Michele II Comneno Ducas, ma non ottenne alcun successo, a quanto si dice, a causa dell'arroganza di Michele.
Teodoro File ebbe un figlio, Alessio File, che divenne in seguito grande domestico.